# شهرستان فووا، گیفو

شهرستان فووا (انگلیسی: Fuwa District, Gifu) یکی از شهرستان‌های ژاپن است که در استان گیفو در ژاپن واقع شده‌است.